# نامگذاری ریزسیاره‌ها
نامگذاری ریزسیاره‌ها (انگلیسی: Minor-planet designation) روند نامگذاری رسمی ریزسیاره‌ها، در شکل نهایی خود؛ ترکیبی از عدد-نام، است که به یک سیارهٔ کوچک (سیارک، سانتور، جسم فرانپتونی و سیاره کوتوله اما نه دنباله‌دار) داده می‌شود. چنین نامگذاری همیشه دارای یک عدد پیشرو (کاتالوگ یا شماره IAU) است و هنگامی که از مسیر مداری آن به‌اندازهٔ کافی اطمینان پیدا شد (به اصطلاح "شماره گذاری") به جسم اختصاص داده می‌شود. مبنای تعیین رسمی بر اساس تعیین موقت نام‌گذاری اجرام آسمانی است؛ نامی که قبلاً، زمانی که برای نخستین بار مشاهده شده بود، به‌طور خودکار تعیین شده‌است. در آینده، بخش موقت نام رسمی می‌تواند با یک نام (به اصطلاح "نامگذاری") جایگزین شود. هر دو تعیین رسمی و موقت توسط مرکز بررسی ریزسیاره‌ها (MPC)؛ شاخه‌ای از اتحادیه بین‌المللی اخترشناسی، نظارت می‌شوند.
در حال حاضر یک عدد تنها پس از اطمینان از مسیر مداری با چهار بار مشاهدهٔ کامل مقابله، اختصاص داده می‌شود. برای اجرام غیرمعمول، مانند سیارک‌های نزدیک به زمین (NEA)، شماره‌گذاری ممکن است پس از سه، شاید حتی تنها دو مقابله، انجام شود. در میان بیش از نیم میلیون ریزسیاره که یک «عدد» دریافت کرده‌اند،تنها حدود ۲۰ هزار (یا ۴٪) نامی هم دریافت کرده‌اند. علاوه بر این، تقریباً ۴۰۰٬۰۰۰ سیاره کوچک حتی شماره‌گذاری نشده‌اند.
کنوانسیون برای قمرهای ریزسیارها، مانند نام رسمی (۸۷) سیلویا اول رومولوس برای قمر سیارکی رومولوس، توسعه‌ای از قرارداد اعداد رومی است که از زمان گالیله برای قمرهای سیارات روشن و خاموش استفاده می‌شد. زمان. دنباله‌دارها نیز توسط MPC مدیریت می‌شوند، اما از سیستم فهرست نویسی متفاوتی استفاده می‌کنند.